# Spartak Moskva
Lo Spartak Moskva (in russo Спартак Москва?) è una società polisportiva russa con sede a Mosca.

## Storia
La società nacque il 18 aprile 1922 nell'allora Unione Sovietica, con il nome di Circolo Sportivo Moscovita in russo Московский кружок спорта?. La denominazione attuale venne assunta nel 1935: Spartak è il nome, in russo, dello schiavo Spartaco, leader di una rivolta avvenuta nell'Antica Roma tra il 73 e il 71 a.C. 
Nel 1936 nacque il campionato sovietico di calcio, al quale l'FK Spartak prese subito parte. Nel 1946 nacque invece una seconda sezione del club, l'HK Spartak Moskva, squadra di hockey su ghiaccio. 
Nel 2017 è stata aperta la sezione di football americano, che nel 2019 ha vinto il Black Bowl.

## Sezioni polisportive
Tra le sezioni della polisportiva, le più note a livello internazionale sono:
- FK Spartak Moskva, squadra di calcio;
- MFK Spartak Mosca, squadra di calcio a 5;
- HK Spartak Moskva, squadra di hockey su ghiaccio;
- Spartak Regione di Mosca, nome di due squadre di pallacanestro femminili: una con sede a Vidnoe (fondata nel 2005) e una a Noginsk (fondata nel 1949).